# Foxfire (bioluminiscencia)
Foxfire es un término utilizado para referirse a la bioluminiscencia creada por algunas especies de hongos de la madera en descomposición. La luminiscencia se observa en miembros del género Armillaria, el hongo de miel, aunque existen informes de que se presenta en otras especies, habiéndose identificado unas 40 especies distintas que manifiestan este fenómeno.
A raíz de una sugerencia de Benjamin Franklin fue utilizado para alumbrar dentro del Tortuga, uno de los primeros submarinos.
En la novela Las aventuras de Huckleberry Finn de Mark Twain, los personajes de Huckleberry Finn y Tom Sawyer utilizan foxfire como fuente de luz para poder excavar un túnel.